# معركة الموصل (2003)
معركة الموصل حدثت في أبريل 2003 مع تقدم قوات التحالف داخل العراق، أصبحت مدينة الموصل هدفاً استراتيجياً مهماً نظراً لحجمها وموقعها الجغرافي. قامت قوات التحالف، بما في ذلك قوات العمليات الخاصة الأمريكية ومقاتلو البيشمركة الأكراد تحت قيادة مسعود بارزاني وجلال طالباني، بالتخطيط لمهاجمة القوات العراقية المدافعة عن المدينة.

## المعركة
بدأت المعركة في 11 أبريل عندما بدأت قوات العمليات الخاصة الأمريكية ونحو 500 مقاتل من البيشمركة هجومهم على المواقع الدفاعية العراقية داخل وحول مدينة الموصل.